# Paweł Fajdek
Paweł Fajdek (Świebodzice, 4. lipnja 1989.) − poljski atletičar u disciplini bacanje kladiva

## Vanjske poveznice
- IAAF-ov profil

|  | Zajednički poslužitelj ima još gradiva o temi Paweł Fajdek |